# Eros e civiltà
Eros e civiltà (in inglese Eros and Civilization: A Philosophical Inquiry into Freud) è un libro del filosofo e sociologo tedesco Herbert Marcuse. Il testo venne pubblicato per la prima volta nel 1955, mentre la seconda edizione risale al 1966.
L'autore presenta qui un modello di società non repressiva nei confronti dell'individuo, realizzando una sintesi tra le teorie di Karl Marx e Sigmund Freud. Negli anni è stata inoltre proposta l'interpretazione secondo cui l'opera risentirebbe anche dell'influenza di Martin Heidegger. Il titolo di Eros e civiltà allude a Il disagio della civiltà (1930) di Freud.
Si tratta di uno dei testi più noti di Marcuse, nonché del libro che lo consacrò alla fama sul piano internazionale. Eros e civiltà diede un contributo fondamentale alla formazione delle ideologie dietro alle subculture degli anni sessanta.
In Italia la prima edizione risale al 1964, tradotta da Lorenzo Bassi con introduzione di Giovanni Jervis.